# Galaxie lenticulară

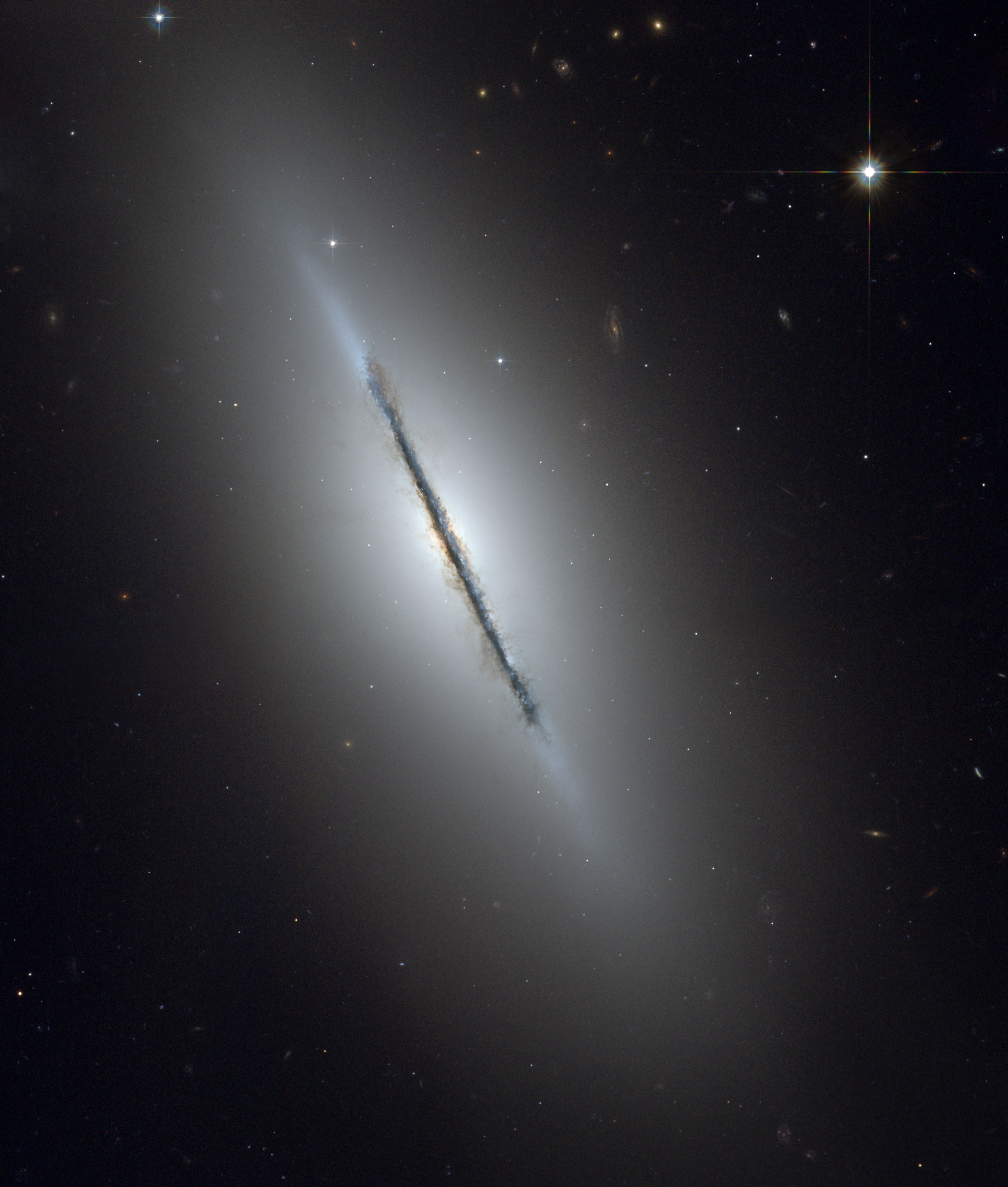
NGC 5866, o galaxie lenticulară din constelația Dragonul. Credit:NASA/ESA

O galaxie lenticulară este un tip de galaxie, oarecum un intermediar între galaxia eliptică și galaxia spirală în cadrul secvenței Hubble.  Galaxiile lenticulare sunt galaxii cu un disc spiralat, cu un centru de stele galbene, îmbătrânite, care au pierdut majoritatea materiei interstelare. Așadar foarte puține stele încă se mai formează.

## Exemple

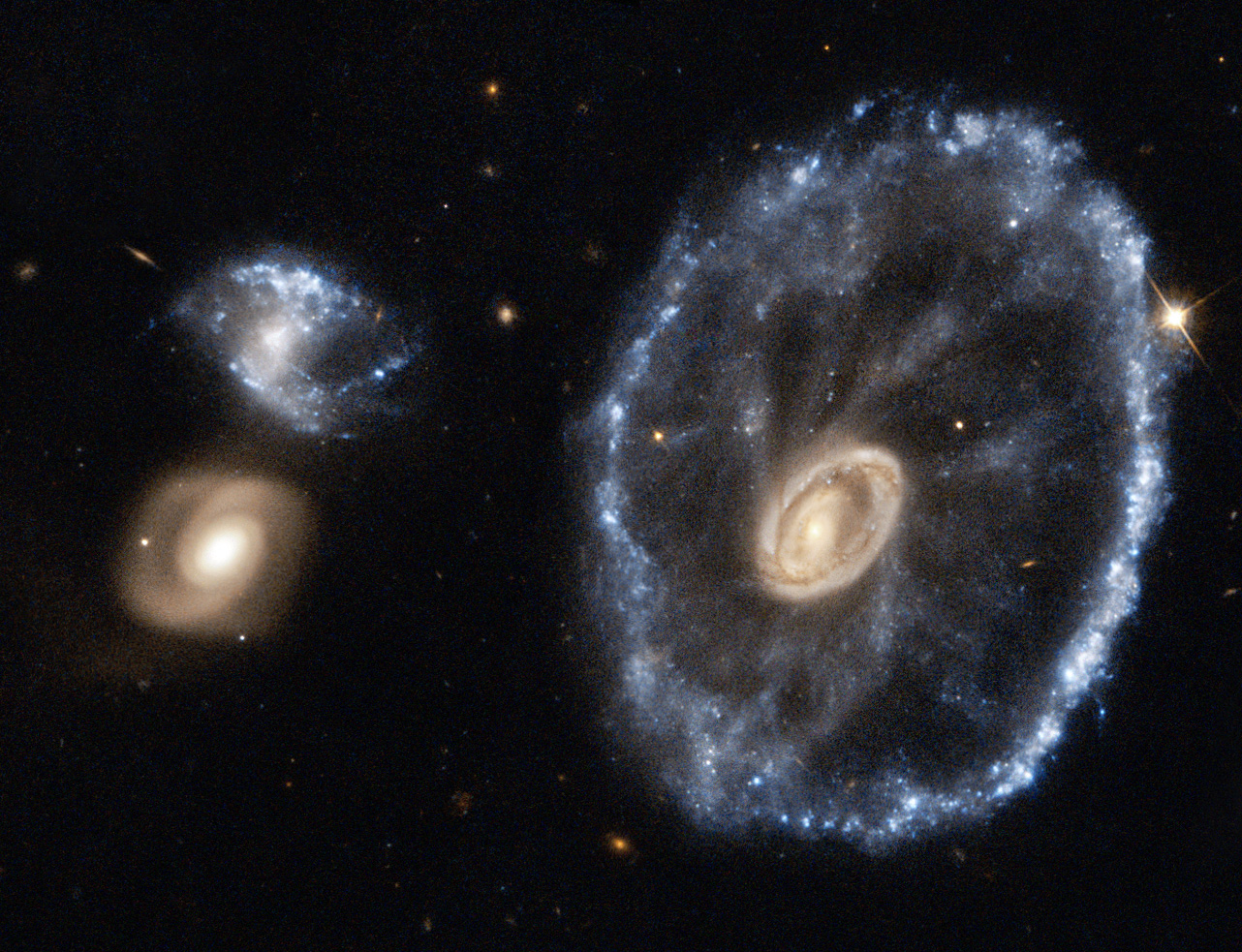
Cartwheel Galaxy

- PGC 2248 (Galaxia Roată de Car), o galaxie lenticulară din constelația Sculptorul
- NGC 2787
- NGC 2755